# Tiefland-Höhlenschwalm
Der Tiefland-Höhlenschwalm oder Tiefland-Käuzchenschwalm (Aegotheles tatei), manchmal auch Paillettenschwalm genannt,  ist eine kaum erforschte Vogelart aus der Gattung der Höhlenschwalme (Aegotheles). Er kommt auf Neuguinea vor. Das Taxon wurde 1941 von Austin Loomer Rand als Unterart des Käuzchenhöhlenschwalms (Aegotheles insignis) beschrieben und im Jahr 2000 von Thane K. Pratt als eigenständige Art klassifiziert. Das Artepitheton bezieht sich auf den US-amerikanischen Zoologen George Henry Hamilton Tate.

## Merkmale
Der Tiefland-Höhlenschwalm erreicht eine Größe von ungefähr 25 cm. Er ähnelt dem im Bergland vorkommenden Käuzchenschwalm, ist aber merklich kleiner. Das Gefieder ist insgesamt rötlichbraun. Die weißen Markierungen, insbesondere an der Unterseite und über den Augen, sind erheblich reduziert. Die Unterflügel sind rötlichbraun, anstatt schwarzbraun wie beim Käuzchenhöhlenschwalm. Die Unterschwanzdecken sind rötlichbraun mit weißen Flecken. Die Schwanzbinden sind weißlich. Die Ohrdecken sind rau und kurz.

## Vorkommen, Lebensraum und Lebensweise
Das bekannte Verbreitungsgebiet befindet sich im östlichen Zentral-Neuguinea am Oberlauf des Fly Rivers und in der Amazon Bay. Der Lebensraum umfasst Tieflandwälder. Über seine Lebensweise ist nichts bekannt.

## Status
Die IUCN klassifiziert die Art in der Kategorie „unzureichende Datenlage“ (data deficient). Bislang sind nur 4 Museumsexemplare und zwei weitere Feldbeobachtungen bekannt geworden. Die beiden Typusexemplare wurden 1936 von Austin Loomer Rand unterhalb der Palmer Junction in der Nähe der indonesischen Grenze gesammelt. Das dritte Exemplar wurde 1969 in der Region von Nunumai im äußersten Südosten erlegt. Ferner existiert ein unetikettiertes, viertes Museumsexemplar, das in den 1920er-Jahren gesammelt wurde. Weitere bestätigte Sichtungen stammen aus dem Jahr 1962 vom Brown River westlich von Nunumai, aus dem Jahr 2003 entlang der Drimgas Road ungefähr 17 km nördlich von Kiunga in der Western Province, aus der Ekama Lodge in den Jahren 2009 und 2012, wo erstmals Fotos und Aufzeichnungen der Lautäußerungen entstanden sowie 2016 vom Elevala River bei Kiunga in der Western Province, wo dem Vogelbeobachter Phil Gregory die ersten Videoaufnahmen gelangen.